# Osmodes
Bản mẫu:TWCleanup
Osmodes là một chi bướm ngày thuộc họ Bướm nâu.